# Murmelt nur ihr heitern Bäche, BWV Anh. 195
Murmelt nur ihr heitern Bäche, BWV Anh. 195 (Murmuri d'aigües alegres) és una cantata perduda de Bach, estrenada a Leipzig el 9 de juny de 1723, en homenatge a Johann Florens Rivinus, advocat i professor, ofert pels seus estudiants. Estructurada en nou moviments es desconeix l'autor del text, la música s'ha perdut i no és segura l'autoria de Bach.